# Cinclus
Cinclus Borkhausen, 1797 è un genere di uccelli passeriformi, l'unico ascritto alla famiglia Cinclidae Borkhausen, 1797.

## Etimologia
Il nome scientifico del genere, Cinclus, deriva dal greco κιγκλος (kinklos), nome col quale numerosi autori classici (Aristotele, Aristofane, Eliano) identificano un non meglio precisato uccellino semiacquatico dalla coda che si muove a scatti, forse un motacillide o uno scolopacide.

## Descrizione

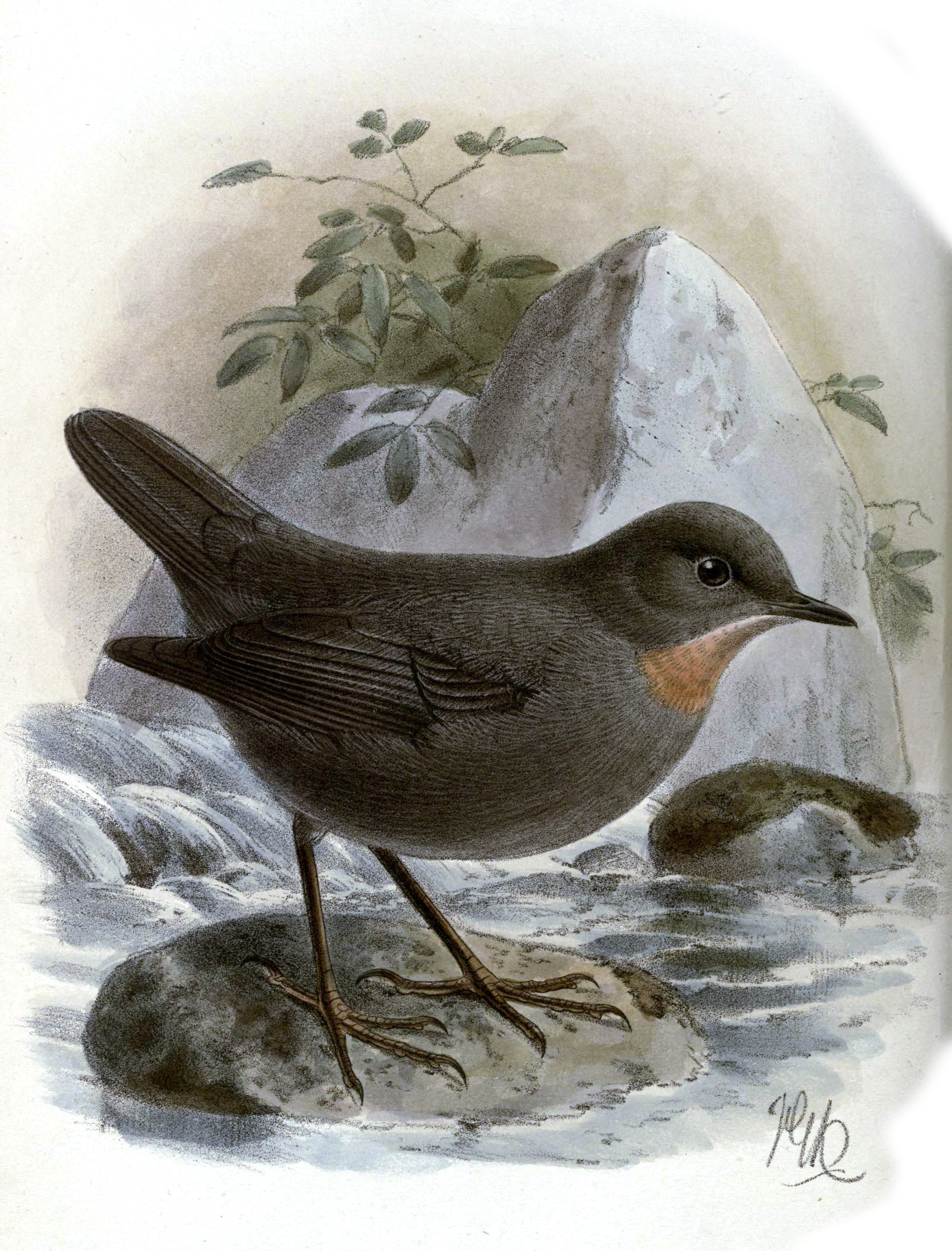
Illustrazione di C. schultzii a cura di Keulemans.

Alla famiglia vengono ascritti uccelli di dimensioni medio-piccole (14-23 cm, coi maschi più grandi delle femmine), dall'aspetto fisico molto simile fra loro, nel complesso simile anche a quello degli scriccioli, tozzo e paffuto, con testa grande e rotonda che sembra incassata direttamente nel torso, becco sottile e appuntito, corte ali arrotondate e coda squadrata, con forti zampe dalle lunghe e robuste dita e dagli artigli ricurvi: a dispetto delle abitudini semiacquatiche di questi uccelli, nessuno di essi presenta accenni di palmatura delle zampe.
La livrea è dominata dalle tonalità del bruno scuro, generalmente più caldo sulla testa e più scuro su dorso e ventre, talvolta con gola e petto di colore più chiaro (bianco nel merlo acquaiolo europeo e nel merlo acquaiolo testabianca, rossiccio nel merlo acquaiolo di Schultz): le palpebre, di colore chiaro, vengono utilizzate durante il corteggiamento e le parate di minaccia. Le penne sono molto fitte, per aumentare l'impermeabilità del piumaggio; fra gli altri adattamenti legati alla vita in ambiente acquatico, vi sono un uropigio molto sviluppato, le ossa piene anziché cave come negli altri uccelli (che fungono da zavorra durante l'immersione) e le narici munite di sfinteri, per evitare l'entrata di acqua durante le immersioni.

## Biologia

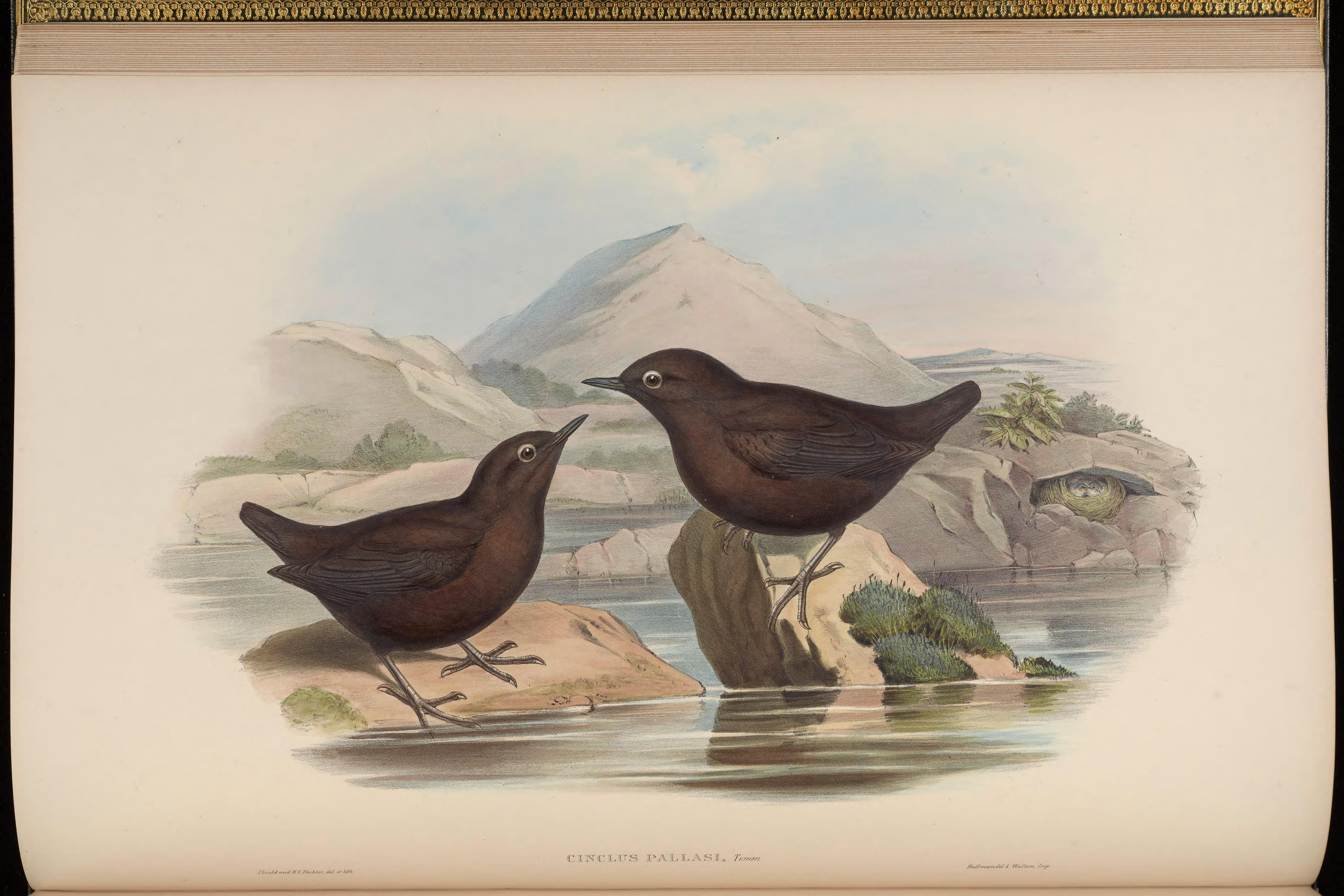
C. pallasii.

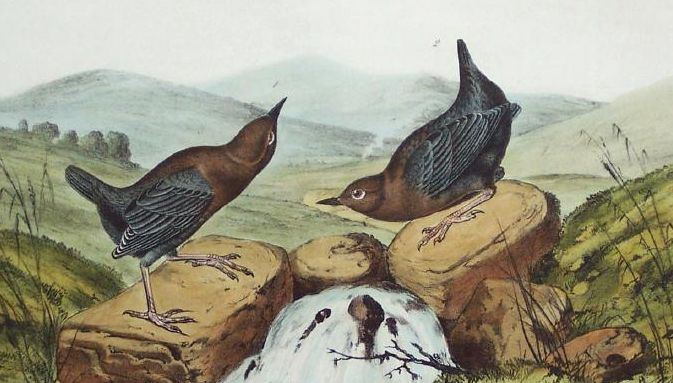
C. mexicanus.

come intuibile dal loro nome comune, i merli acquaioli sono uccelli strettamente legati all'acqua (sebbene le due specie sudamericane lo siano meno rispetto alle altre): diurni, questi uccelli vivono da soli o in coppie, passando la giornata alla ricerca di cibo sott'acqua, tenendosi saldamente alle rocce coi robusti artigli e le zampe dalle piante dei piedi zigrinate mentre camminano sul fondale, smuovendo i sassolini e i detriti col becco al fine di mettere allo scoperto le prede (piccoli invertebrati acquatici). Questi uccelli si muovono in maniera molto caratteristica, annuendo continuamente con la testa ed alzando e abbassando la coda a scatti.

Talvolta, i merli acquaioli nuotano utilizzando le corte ali come pinne, mentre gli occhi muniti di muscoli ciliari appositamente conformati permettono un rapido cambiamento di forma del cristallino utile per la messa a fuoco subacquea: questi uccelli, a dispetto delle piccole dimensioni, presentano metabolismo basale pari a circa un terzo rispetto a quello di altri passeriformi di dimensioni comparabili, il quale, unito all'alta concentrazione di emoglobina nel sangue, permette loro immersioni continue di 30 secondi-1 minuto anche in acqua molto fredda.
Monogami, durante la stagione degli amori questi uccelli divengono territoriali, difendendo porzioni di fiume inversamente proporzionali alla quantità di cibo che in esse si trova: il nido è ovoidale e viene ubicato in una cavità fra le rocce, una galleria (o un tubo) nell'argine di un fiume, sotto un ponte, in generale in prossimità dell'acqua. Al suo interno la femmina depone 2-5 uova (di più nelle specie boreali, di meno in quelle australi), che cova da sola, così come da sola essa si occupa di allevare la prole, mentre il maschio le fornisce il cibo durante la cova e sorveglia i dintorni durante tutto il periodo della riproduzione.

## Distribuzione e habitat

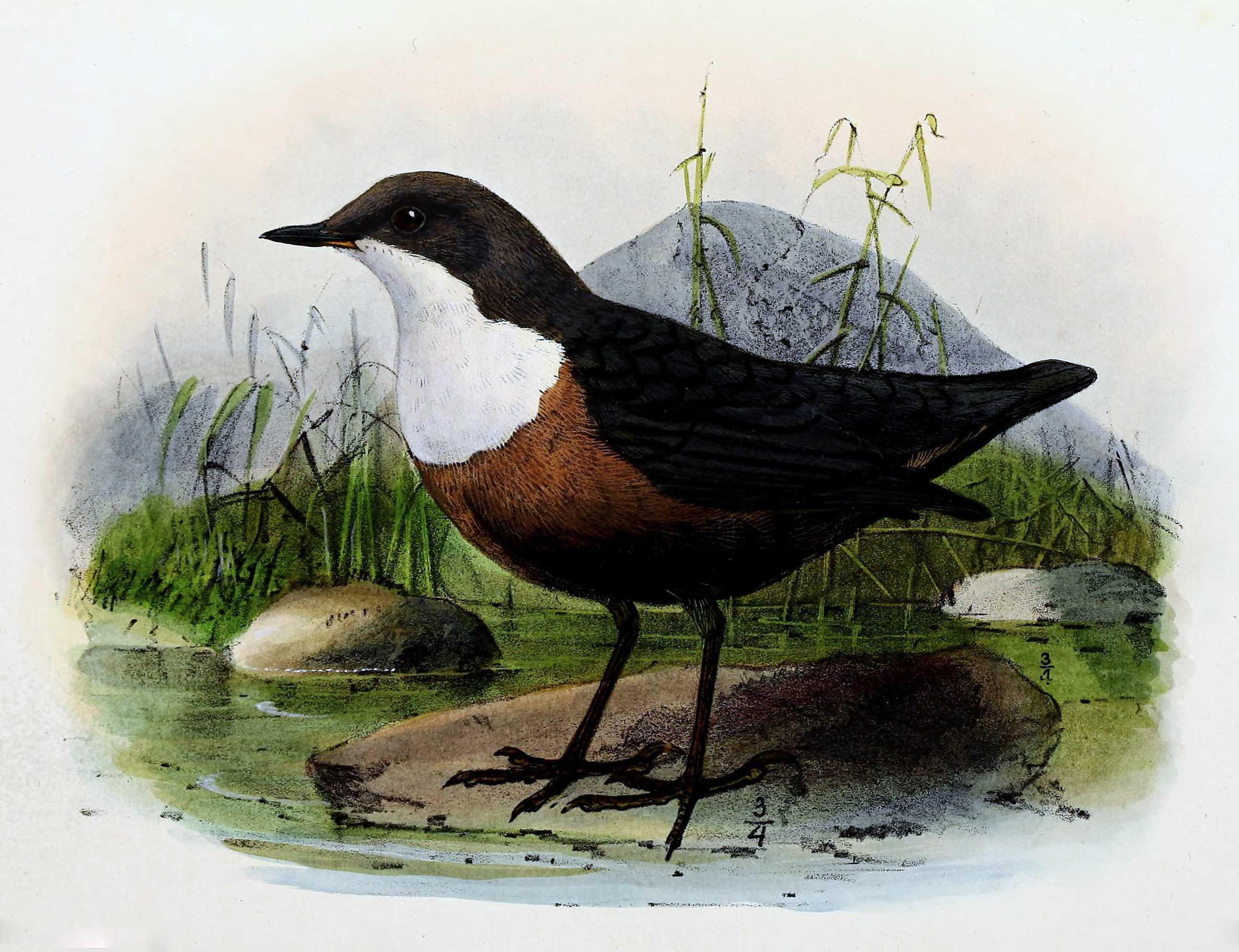
C. cinclus.

La famiglia ha distribuzione piuttosto ampia, che comprende gran parte dell'Eurasia continentale (pur mancando da ampie porzioni della Siberia e dal subcontinente indiano a sud dell'Himalaya), la fascia occidentale del Nordamerica e le Ande centro-settentrionali, mentre in Africa questi uccelli sono presenti solo nei monti dell'Atlante: le varie specie hanno in genere areale molto esteso, ad eccezione del merlo acquaiolo di Schultz, endemico di una piccola area andina.
Tutte le specie abitano i ruscelli montani con acqua fredda e pulita a scorrimento veloce: all'infuori della stagione degli amori, tuttavia, pur rimanendo strettamente legati all'acqua essi possono spostarsi nelle aree costiere o lacustri.

## Tassonomia

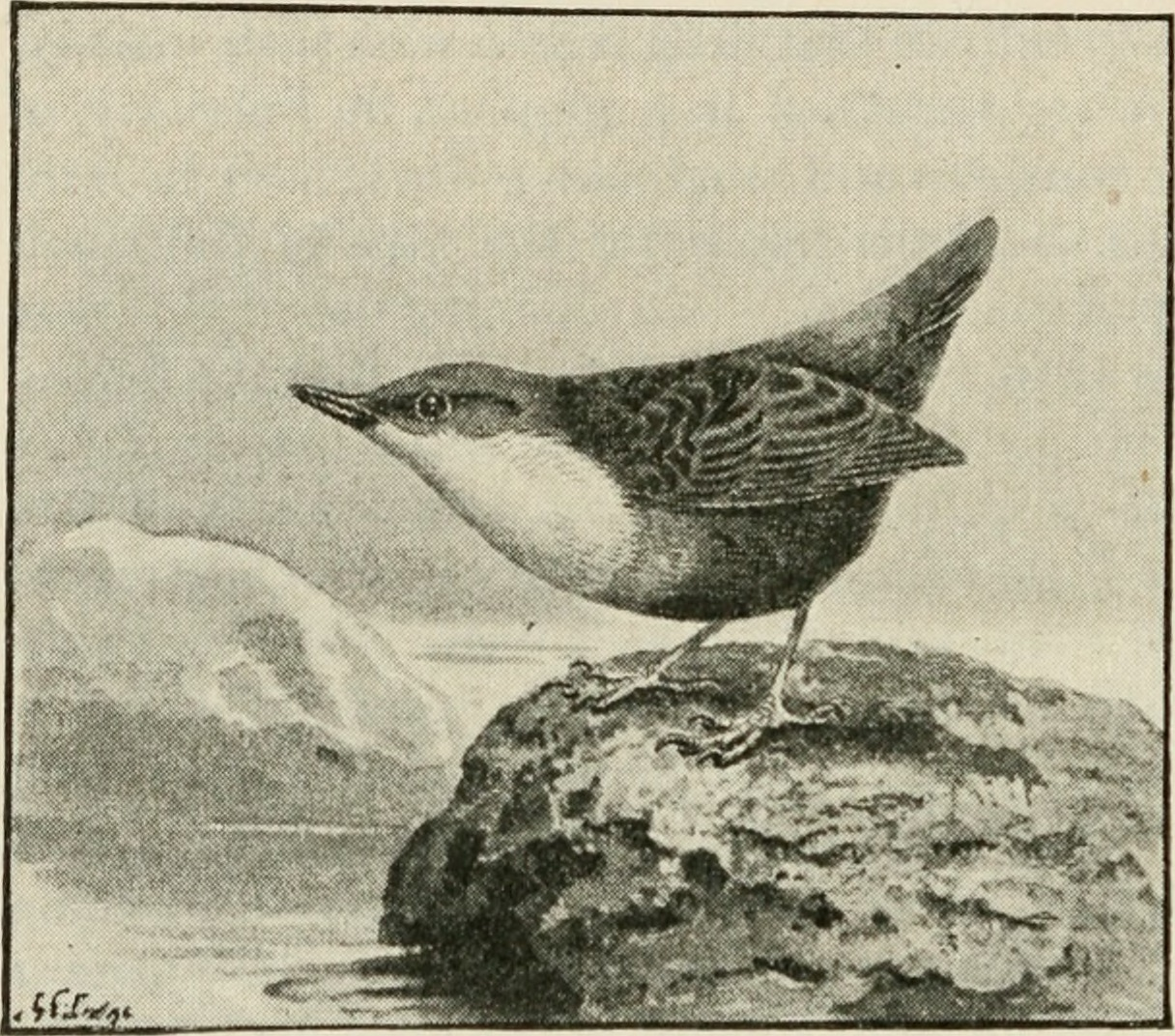
C. cinclus.

La famiglia è monotipica, comprendendo un unico genere al quale vengono ascritte cinque specie:
Famiglia Cinclidae
- Genere Cinclus
  - Cinclus cinclus (Linnaeus, 1758) - merlo acquaiolo comune
  - Cinclus pallasii Temminck, 1820 - merlo acquaiolo bruno
  - Cinclus mexicanus Swainson, 1827 - merlo acquaiolo del Nordamerica
  - Cinclus leucocephalus Tschudi, 1844 - merlo acquaiolo testabianca
  - Cinclus schulzii Cabanis, 1882 - merlo acquaiolo di Schulz

Nell'ambito della superfamiglia Muscicapoidea, i cinclidi occupano un clade piuttosto basale rispetto a quello rappresentato dai sister taxa Turdidae e Muscicapidae.